# Hola Prystan
Hola Prystan (ukrainisch Гола Пристань; russisch Голая Пристань Golaja Pristan) ist eine Stadt in der südukrainischen Oblast Cherson am Konka, einem Mündungsarm des Dnepr mit 14.600 Einwohnern (2016).

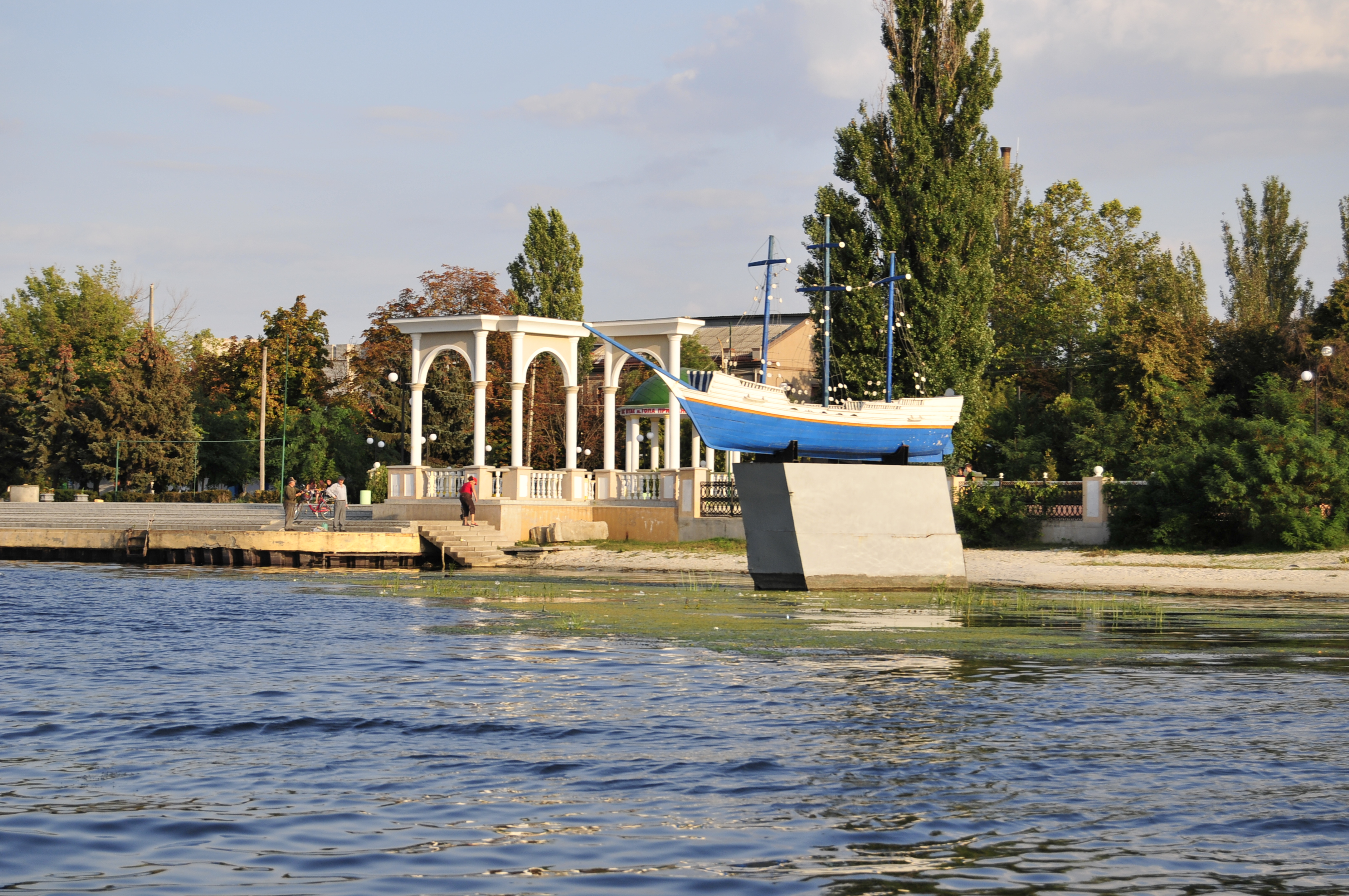
Blick auf das Hafengebiet im Ort

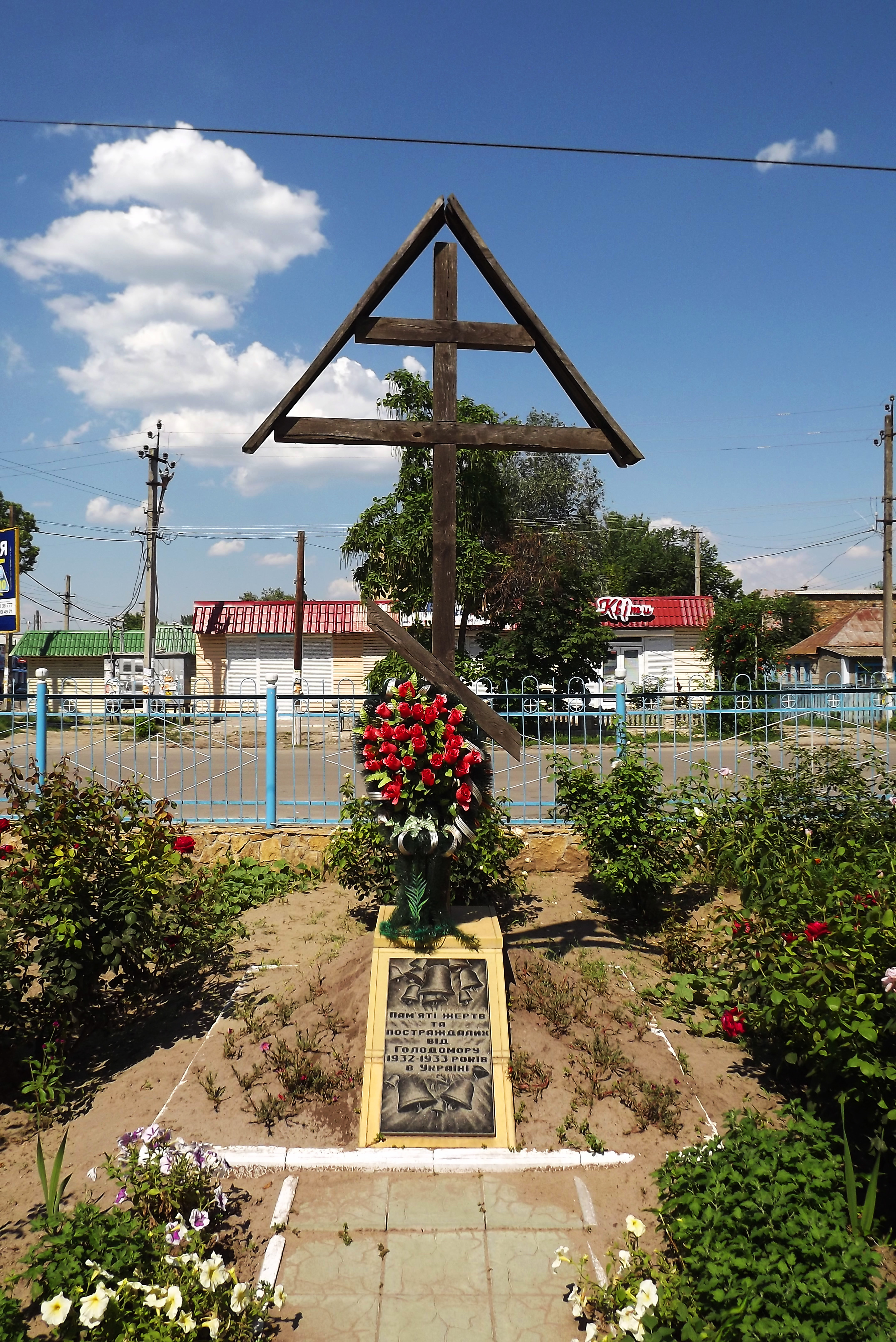
Gedenkkreuz für die Opfer des Holodomor

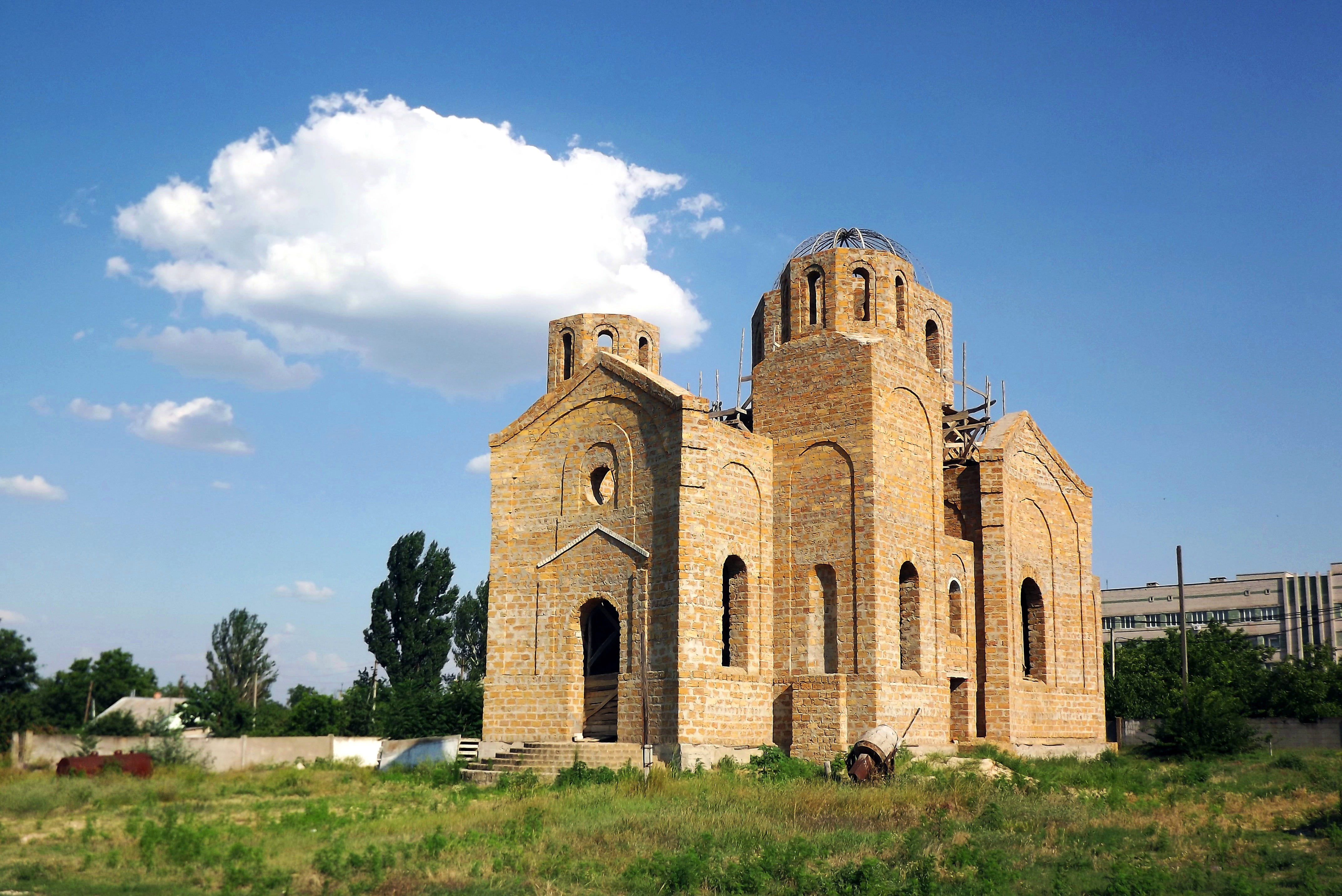
Neue St.-Volodymyr-Kirche in Hola Prystan

Hola Prystan war bis Juli 2020 das Verwaltungszentrum des gleichnamigen Rajons Hola Prystan und liegt 43 km südwestlich der Oblasthauptstadt Cherson.

## Geschichte
Hola Prystan – wörtlich übersetzt die Kahle Anlegestelle – wurde 1709 von Saporoger Kosaken aus Oleshky Sich als Holyi Perevis (die Kahle Furt) gegründet, trägt aber seit 1785 seinen heutigen Namen. Zu Beginn des 18. Jahrhunderts bauten die Kosaken hier Boote und fuhren zum Fischen in die Dnipro-Mündung und transportierten Salz aus den Prohnoyi-Salzminen. Die Eroberung der Gebiete durch das Russische Kaiserreich im Krieg mit der osmanischen Hohe Pforte fand 1774–1783 statt.
Zu Beginn des 19. Jahrhunderts begannen Juden, sich in der Stadt niederzulassen, und 1897 zählten sie 667 Personen, was 11 % der Gesamtbevölkerung entsprach.
Um die Jahrhundertwende befanden sich viele der Geschäfte in der Stadt in jüdischem Besitz. Im Jahr 1905 kam es zu einem Pogrom, bei dem 2 jüdische Laden zerstört wurden. Das Pogrom wurde nicht von den Behörden, sondern von den Bauern von Hola Prystan gestoppt, die „mit Knüppeln in der Hand den auf einen Leckerbissen erpichten Rowdys aus anderen Dörfern begegneten, und als diese anfingen, die Geschäfte zu zerschlagen, bekämpften sie sie“.
Unter den Sowjets ging die jüdische Bevölkerung von Hola Prystan zurück, vor allem durch die Abwanderung in größere Städte auf der Suche nach Arbeitsplätzen und Bildungsmöglichkeiten. Im Jahr 1939 machten die 276 Juden in der Stadt 3,6 Prozent der Gesamtbevölkerung aus.
Hola Prystan wurde am 13. September 1941 von Nazi-Deutschland besetzt, und am 12. Oktober desselben Jahres wurden die ansässigen Juden außerhalb der Stadt erschossen. Die Stadt wurde am 4. November 1943 von der Roten Armee befreit.
Der als landwirtschaftliches Zentrum wichtige Ort wurde 1946 zu einer Siedlung städtischen Typs ernannt und 1958 zur Stadt erhoben.
Hola Prystan wurde am 17. Mai 2013 der Status einer Regionalstadt verliehen. Zusätzlich wurde die Stadt samt dem Dorf Bilohrudowe unter Oblastverwaltung gestellt und war bis Juli 2020 kein Teil des sie umgebenden Rajons mehr.
Ende Februar 2022 wurde die Stadt während des russischen Überfalls auf die Ukraine von der russischen Armee besetzt.

## Verwaltungsgliederung
Am 24. Juli 2017 wurde die Stadt zum Zentrum der neugegründeten Stadtgemeinde Hola Prystan (ukrainisch Голопристанська міська громада/Holoprystanska miska hromada), zu dieser zählten auch die Dörfer Stara Sburjiwka und Bilohrudowe, bis dahin bildete sie mit dem nördlich der Stadt und dem am Fluss Konka liegenden Dorf Bilohrudowe die gleichnamige Stadtratsgemeinde Hola Prystan (Голопристанська міська рада / Holoprystanska miska rada) im Norden des Rajons Skadowsk, war jedoch kein Teil desselben, sondern direkt der Oblast unterstellt.
Am 12. Juni 2020 kamen noch 11 weitere in der untenstehenden Tabelle aufgelistete Dörfer zum Gemeindegebiet.
Seit dem 17. Juli 2020 ist sie ein Teil des Rajons Skadowsk.
Folgende Orte sind neben dem Hauptort Hola Prystan Teil der Gemeinde:
| Name                     | Name              | Name                                       |
| ukrainisch transkribiert | ukrainisch        | russisch                                   |
| ------------------------ | ----------------- | ------------------------------------------ |
| Bilohrudowe              | Білогрудове       | Белогрудово (Belogrudowo)                  |
| Burkuti                  | Буркути           | Буркуты (Burkuty)                          |
| Kardaschynka             | Кардашинка        | Кардашинка (Kardaschinka)                  |
| Kochany                  | Кохани            | Коханы                                     |
| Hladkiwka                | Гладківка         | Гладковка (Gladowka)                       |
| Mala Kardaschynka        | Мала Кардашинка   | Малая Кардашинка (Malaja Kardaschinka)     |
| Mali Kopani              | Малі Копані       | Малые Копани (Malyje Kopani)               |
| Nowa Sburjiwka           | Нова Збур’ївка    | Новая Збурьевка (Nowaja Sburjewka)         |
| Ridna Ukrajina           | Рідна Україна     | Родная Украина (Rodnaja Ukraina)           |
| Stara Sburjiwka          | Стара Збур’ївка   | Старая Збурьевка (Staraja Sburjewka)       |
| Tawrijske                | Таврійське        | Таврийское (Tawrijskoje)                   |
| Welyka Kardaschynka      | Велика Кардашинка | Великая Кардашинка (Welikaja Kardaschinka) |
| Welykyj Klyn             | Великий Клин      | Великий Клин (Weliki Klin)                 |